# Piranga erythrocephala
La piranga cabeza roja o tangara cabecirroja (Piranga erythrocephala) es una especie de ave paseriforme de la familia Cardinalidae (aunque algunas fuentes sitúan su género, Piranga en Thraupidae). Se distribuye únicamente en México.
Son aves de unos 15 cm de longitud, de color pardo oliváceo con amarillo. El macho se diferencia por la cabeza y la garganta rojas, y las partes ventrales amarillas, mientras que las partes dorsales y la cola son pardas oliváceas. Las hembras no tienen rojo; el color pardo se extiende desde la frente hasta la cola y las mejillas grises; el color amarillo es evidente en la garganta, mientras que en pecho y vientre se difumina con el pardo. Ambos sexos tienen negro el pico, las patas y alrededor de los ojos. 
Se distribuye en bosques de montaña desde el noroeste de México hasta el sur de ese país, desde Sonora, a través de la Sierra Madre Occidental y la Sierra Madre del Sur, hasta Oaxaca.